# Tadeusz Riedl (entomolog)
Tadeusz Riedl (ur. 2 lipca 1933 we Lwowie) – polski entomolog, profesor nauk przyrodniczych, były rektor Akademii Wychowania Fizycznego i Sportu w Gdańsku.

## Życiorys
Pochodzi z zasłużonej lwowskiej rodziny o głębokich tradycjach patriotycznych. W lwowskiej kamienicy Riedlów przy ul. Dwernickiego spędził ostatnie lata życia i tamże zmarł zaprzyjaźniony z jego rodzicami prof. Stefan Banach, który został pochowany w grobowcu rodzinnym Riedlów w alei zasłużonych na cmentarzu Łyczakowskim. Po 1945 razem z rodziną zamieszkał w Bielsku, w 1952 zdał egzamin dojrzałości w liceum ogólnokształcącym w Warszawie. Przeniósł się wówczas do Wrocławia, gdzie studiował biologię na Wydziale Nauk Przyrodniczych Uniwersytetu Wrocławskiego. Od 1956 pracował w Muzeum Zoologicznym Uniwersytetu Wrocławskiego, w 1964 został starszym asystentem w Akademii Rolniczej, rok później został adiunktem. Od 1973 wykładowca we wrocławskiej Akademii Wychowania Fizycznego, dwa lata później równocześnie zajmował stanowisko dyrektora Instytutu Turystyki i Rekreacji AWF. W 1981 zamieszkał w Gdańsku, został wykładowcą w tamtejszej Akademii Wychowania Fizycznego. Tytuł profesora uzyskał w 1985. Specjalizuje się w ekologii, entomologii, systematyce i taksonomii zwierząt. Były kierownik Zakładu Biologii Ogólnej i Ekologii na Wydziale Wychowania Fizycznego i Sportu Akademii Wychowania Fizycznego i Sportu w Gdańsku. Mieszka w Gdańsku.
Jest autorem kilku książek o Lwowie.
Wnuk Edmunda Riedla.

## Odznaczenia
- Złoty Krzyż Zasługi /1976/;